# Список дворянских родов Подольской губернии
Список дворян Подольской губернии — официальное печатное издание Подольского дворянского депутатского собрания, которое содержит список дворянских фамилий и лиц, время причисления их к дворянству с указанием их предков. Эти данные приводятся на основании многотомной Родословной книги дворян Подольской губернии, которая велась предводителями дворянства по годам и алфавиту с 1785 года. Напечатано в Каменец-Подольском в типографии Подольского губернского правления в 1897 году с разрешения Подольского губернатора.

## Исторические условия создания Списка дворян Подольской губернии
Полного списка дворян Российской империи никогда не существовало, хотя незадолго до революции и была учреждена Департаментом Герольдии Правительствующего сената так называемая Всероссийская дворянская родословная книга — для лиц, выслуживших дворянство, но по каким-либо причинам не причисленным к дворянству определённой губернии. Дело в том, что в начале XX века дворянские собрания получили право отказывать в причислении к местному дворянству. Иногда при этом они руководствовались вероисповеданием данных лиц: без энтузиазма рассматривались, например, подобные ходатайства лиц иудейского вероисповедания. Впрочем, и лицу православному могло быть отказано в причислении к дворянству данной губернии. Так, например, Московское депутатское собрание отказало во внесении в местную родословную книгу князьям Гантимуровым, утвержденным Сенатом в достоинстве князей тунгусских, поскольку семья не имела в губернии недвижимой собственности.
Принадлежность к дворянству доказывалась в губернском дворянском собрании; с 1785 года, то есть со времени издания Императрицей Екатериной II «Жалованной грамоты дворянству», лица, признанные в дворянском достоинстве по происхождению или по личным заслугам, вносились в губернскую родословную книгу; из губернии дела о дворянстве поступали на утверждение в Герольдию Сената; туда же из губернских собраний ежегодно высылались списки лиц, причисленных к уже утвержденным в дворянстве родам. Происхождение из дворян определённой губернии фиксировалось и в послужных списках чиновников и военных, хотя часто указывалась не губерния, по которой числился их род, а губерния, в которой родились они сами

## Содержание Списка дворян Подольской губернии
Родословная книга разделяется на шесть частей. В первую часть вносились «роды дворянства жалованного или действительного»; во вторую часть — роды дворянства военного; в третью — роды дворянства, приобретенного на службе гражданской, а также получившие право потомственного дворянства по ордену; в четвертую — все иностранные роды; в пятую — титулованные роды; в шестую часть — «древние благородные дворянские роды».
В оглавлении наводится алфавитный список дворян, с указанием в какую часть данной книги внесён род и на какую страницу. В основном содержании приводятся номера указов Сената и определений Волынского дворянского депутатского собрания, указан год, месяц и число данных документов, по которым были внесены соответствующие дворяне в Список.

## Алфавитный список дворян, внесённых в родословную книгу Подольской губернии

### I часть
- Аксентовичи, Аведыки, Аслановичи, Андржеевские, Александровичи, Артамоновы.
- Богуш, Березовские, Боржки, Бранецкие, Бровинские, Быстры, Бобровские, Белецкие, Баласановичи, Барчевские, Баер, Бегановские, Белинские, Бродецкие, Бодаковские, Баевские, Боруцкие, Барциковские, Бесядовские, Болестовские, Борковские, Борковские-Дунины, Бенькевичи, Бялецкие, Быстржицкие, Бржыские, Багоцкие, Быковские, Билинские, Бельские, Бочковские, Блажовский, Барщевские, Балли, Барановские, Баллоги, Боровские, Бачинские, Бржосниовские, Богдановичи, Бродовские, Бушинские, Бакановские, Будкевичи, Бечинские, Баржицкие, Балдеры, Бржезицкие, Буклерские, Боновские, Баньковские, Бабчинские, Бржостовские, Блажеевские, Богуславские, Бялковские, Братковские, Братчанские, Брацлавские, Березницкие.
- Вартерисовичи, Витковские, Выржиковские, Вилинские, Вишниовские, Висневские, Вронские, Войцеховские, Врублевские, Вроблевские, Витвицкие, Ваховичи, Ваховские, Вырожембские, Высоцкие, Войнаровичи, Вакульчицкие, Вейхарды, Василевские, Винницкие, Венцлавские, Вржесниовские, Векеры, Велиогорские, Волошиновские, Винярские, Вояковские, Вярковские, Соломко-Волковинские, Сугак-Волковинские, Снегур-Сугак-Волковинские, Тарас-Волковинские, Волянские, Венгржиновские, Вильчинские, Вержбицкие, Воляновские, Воевудзкие, Венгловские, Волинские, Васютинские, Вышинские, Ворошинские, Вонсовичи, Венглинские, Весоловские, Вышомирские, Вышковские, Васильковские, Валисгаузеры, Вольские.
- Городницкие, Гакеншмит, Грыколевские, Гарбовецкие, Греки, Гимбуты, Годлевские, Горавские, Гаевичи, Герловские, Гневковские, Глембоцкие, Грабовские, Гейсманы, Гавронские, Гуминские, Голковские, Гарлинские, Германовичи, Гордзиевские, Гнатовские, Годзишевские, Гросицкие, Гливинские, Голдзицкие, Глинские, Гонсиоровские, Гуляницкие, Гржибовские, Грейцы, Граневские, Гильхены, Гротковские, Гурские, Госневские, Гродзкие, Гольтцы, Городыский, Галузинские, Гриневичи, Гулецкие, Гродзицкие, Гецевич, Грембовские, Гловинские, Гаевские, Николаенко-Галузинский, Гутковские, Гадзевичи, Гульдинские.
- Домбровские, Дубины-Княжицкие, Дрогомирецкие, Дыминские, Дружбацкие, Доманские, Дмоховские, Дубальские, Дылевские, Душенский, Длуголенцкие, Домбские, Добровольские, Дымитровские, Дзевановские, Дыминичи, Делкотовичи, Духновские, Дрекслеры, Дрелиховские, Добржанские, Добржицкие, Долинские, Дрогичинские, Дрилинские, Држевецкие, Дуржицкие, Дубравские, Деренговские, Дзержки, Дунины, Думинские, Дембские, Дроздовские, Дзенциоловские, Дыбовские.
- Ежевские, Езерские, Ержиковские, Ейсымонты.
- Жеро, Жеглинские, Жебровские, Жолкевские, Жукевичи, Жеромские, Жибултовские, Жигилевичи.
- Зворские, Зайончковские, Залютинские, Знамировские, Залеские, Зверковские, Зелинские, Зенкевичи, Завадзкие, Заленские, Згорские, Земборские, Завроцкие, Засовские, Звиноградзкие, Здзитовецкие, Змитровичи, Завальницкие, Здановские, Зембицкие, Залевские, Забржезинские-Залевские, Зашкевичи, Зублевичи, Зайончевские, Закржевские, Заклицкие.
- Иолтуховские-Гавриленко, Иолтуховские-Скорописы, Иодковские, Издебские, Ивановские, Избинские, Ильницкие, Иллясевичи.
- Краснодембские, Кастелихи, Куржанские, Кумановские, Ключевские, Кохи, Козицкие, Козловские, Косельские, Ковнацкие, Крыницкие, Коссовские, Кульчицкие, Качинские, Кржечковские, Керша, Куровские, Куявские, Каимовские, Карпинские, Ковальские, Кнегиницкие, Кржевские, Коценские, Квятковские, Крычинские, Клодницкие, Каминские, Кушинские, Кроковские, Колянковские, Кубицкие, Косецкие, Кронковские, Коржениовские, Косткевичи, Коссовские, Кузьминские, Карвацкие, Крушельницкие, Корчинские, Кендзерские, Косицкие, Кольчинские, Качоровские, Копыстынские, Кленицкий, Куклинские, Квецинские, Комаровские, Коревицкие, Котвицкие, Кринские, Кольбужевские, Кржижановские, Калапские, Коберские, Калиновские, Карвасовские, Косинские, Крживецкие, Клионовские, Кривецкие, Кучковские, Кутыловские, Кохманские, Климовичи, Клосовичи, Кретовичи, Корсаки, Клопатовские, Куницкие, Кохановские, Карачевские.
- Лубковские, Левицкие, Де-Лярбр, Лясевичи, Лосовские, Лавинские, Лупинские, Лехи, Ляховичи, Лозинские, Лещинские, Лавские, Левандовские, Лыховские, Лисовские, Лапинские, Ляховецкие, Лозицкие, Львовичи, Любинские, Левецкие, Липские, Лесневичи, Лопатынские, Лукашевичи, Липинские, Лесецкие, Лярские, Лятынские, Лукомские.
- Мокин, Мысловские, Млодзяновские, Мрочковские, Милобендзкие, Малевские, Микулич, Маковские, Морозовичи, Мацевичи, Масальские, Марцинские, Малиновские, Малковские, Маевские, Морже, Мисюревичи, Мяновские, Матеранские, Матковские, Мацкевичи, Михаловские, Манаровичи, Монастырские, Маркевичи, Маркушевские, Матушевские, Модзелевские, Михалевичи, Милоцкие, Медынские, Мусницкие, Моссаковские, Малаховские, Маховичи, Михневичи, Мондржицкие, Мартиновские.
- Недзельские, Новотны, Новицкие, Непржецкие, Нарчинские, Нижинские, Носальские, Напольские, Нартовский, Небельские, Новогородские, Недзвецкие.
- Ольшевские, Огоновские, Орловские, Островские, Остаповичи, Обниские, Осецкие, Огильбы, Осташевские, Оссовские, Осинские, Орановские, Ортинские, Олдаковские, Омаровские, Олеховские, Де-Обырн.
- Пржесмыцкий, Полтовичи, Попели, Пашковские, Пташинские, Пищатовские, Перры, Прехтли, Плесневичи, Позиомский, Пржемыские, Познанские, Пиотровские, Прухницкие, Пневские, Пржибылы, Петржицкие, Пионтковские, Подолецкие, Павловские, Понутынские, Подгурские, Парфеновы, Пясецкие, Погорецкие, Пасютевичи, Пивановские, Прусиновсие, Поповские-Алятианы, Поповские, Торокан-Поповские, Сакало-Поповские, Пальковские, Петкевич, Прокофы, Подгородецкие, Подковинские, Пенионжкевичи, Пилецкие, Помаржанские, Пацевичи, Патрыковские, Пржигодские, Парушевские, Петрашевские, Пилявские, Пржездецкие, Пржецлавские, Подосовские, Подбереские, Паньковские, Пржиборовские, Пининские, Петронговские, Пясковские.
- Рожковы, Радзионтковские, Регинские, Ржепецкие, Рудольфы, Роницкие, Русоцкие, Радзеиовский, Радзеиовские-Яременко, Радецкие, Рытаровские, Руцинские, Романские, Рогавецкие, Рачинские, Ржевуские, Рожанские, Рутковские, Ратынские, Розенберги, Раевские, Ржесниовецкие, Руссианы, Рокоши, Радомские, Рыхлинские, Рожановские, Родзевичи, Рыпневские, Ратовские, Рудницкие, Родкевичи, Ржепницкие, Ребчинские, Руцевичи, Роецкие, Рыньковские, Радвановские, Рогозинские, Райский, фон-Ренненкампфы.
- Стопневичи, Стефанские, Созанские, Сташевский, Сокульские, Сырачинские, Скавронские, Старжинские, Стефановские, Стемповские, Сарновские, Стругалевичи, Саббатыны, Струтинские, Савицкие, Сухорские, Стенслиовские, Сливинские, Сошинские, Смукровичи, Скупии, Сохачевские, Студзинские-Белина, Ставские, Свецицкие, Соколовские, Скржечковские, Скробоцкие, Стефаницкие, Сабашинские, Соколовичи, Свирские, Секуцкие, Славинские, Середовские, Стржембоши, Страдецкие, Степанковские, Стемпниовские, Смолинские, Стржельбицкие, Сонседские, Сломинские, Скибинские, Стефановичи, Самсоновичи, Сеницкие, Сицинские, Станкевичи, Сверчинский, Стройновские, Садовинские, Стровские, Солтановские, Сломовские, Скржишевские, Секержинский, Селецкие, Сикорские, Селецкие, Стеблецкие, Смеречинские, Слонецкие, Софищенки, Семерадские, Свирчевские, Спытецкие, Сорочаны, Стржелецкие, Сенькевичи, Серацкии, Стоверии.
- Тарашкевич, Тустановские, Тышинские, Творковские, Туски, Толкачи, Тыновские, Толочко, Тушинские, Томашевские, Тарчинские, Тржецецкие, Туржанские-Кохановичи, Туржанские, Терлецкие, Токаржевские-Карашевичи, Турские, Трубные, Тхоржевские, Тидеренсы.
- Урбанский, Уляницкий, Устарбовские, Уляновские.
- Фельштинские, Флиорковские, Фалиновский, Филиповские, Фелькеры, Фронткевичи, Филиповичи, Федоровские, Фогели.
- Хижинские, Хржановский, Хорбковские, Хихловские, Хлебовские, Хлопецкие, Ходыницкие, Хилинские, Хрусцинские, Хмелиовские.
- Церклевичи, Цетнерские, Цыбульские, Цихоцкие.
- Чарнецкие, Чарновские, Чижевичи, Чайковские, Чайковские-Дашкевич, Чарковские, Чарнобыльские, Чеховские, Чубовские, Чижовские, Червинские, Чапковские, Чечановские.
- Шидловские, Шадвеи, Шимборские, Шперли, Шимарновские, Шайкевич, Шпачинские, Шидлеи, Шпинко, Шиманские, Шнейдеры, Шмидт, Шанявские, Шабельские, Шумские, Шипинские.
- Щавинские, Щупловские, Щенсневичи, Щамбурские, Щербинские
- Эренфельд-де-Гаас.
- Юрковские, Юркевичи, Юневичи.
- Ягелловичи, Ястржембские, Якубовские, Ясенецкие, Яроцкие, Яворские, Яворские-Былевич, Ясеньские, Янишевские, Ясинские, Яхимовичи, Янгродские, Ярошинские, Яржимовские, Янкевичи, Янчевские, Янковские, Яворовские, Яновчики, Яневичи, Яниковские, Язловские, Яницкие

### II часть
- Апостоловы.
- Билинский, Беневский, Брозовские, Беляевы, Белинские, Бимманы, Бржезинские, Богдановичи, Багинские, Беланович, Бутт, Бухенские, Бережниковы, Будде.
- Вишневские, Вилькенские, Вуйчичи, Владиславские, Вайды, Верниковские.
- Гошовские, Гейманы, Горчинские, Голонские, Глинки, Гейсмары.
- Дзенциоллы, Домбровские, Домбские, Дверницкие, Дюгамель, фон-Аб-Дитерих, Дмитрович, Дуржицкие, Девятовы, Данильчуки.
- Енько, Ефимовы.
- Жабронские, Жолынские.
- Заржицкие, Заленские, Залевские, Заславские, Забиякины, Зелинские, Забелло.
- Ивановские, Ивановы, Игнатьевы, Иваницкие.
- Квашинские, Куликовские, Кульчицкие, Кржижановские, Кршижановские, Козерские, Шах-Корчинские, Кобелевы, Кафтаревы, де-Краузе, Киселевские, Качауновы, Карчевские, Клопотовские, Кампенгаузен, Корицкие, Короткие, Кобельковы, Кич, Крживицкие, Келлеры, Кляверы, де-Кастро-Ляцердо, Козловские, Камышанские, Козицкие, Каминские, Котляревские, Ковалевские, Китицыны, Караводины.
- Лозинские, Левицкие, Лесневич, Львович, Лемке, фон-Ланг, Лучинские, Лисинские, Любонские, Ляховецкие, Лебова.
- Мочинские, Милковские, Мусницкие, Михалевские, Мороз, Модеровские, Михальские, Москалевы, Менцинские, Монтегацы, Миткевичи, Мялковские, Маковские, Маевские.
- Сваричевские, Стахорские, Стржельбицкие, Сливинские, Скальские, Струтынские, Стржемени, Студзицкие, Сикорские, Соболевские, Суровецкие, Суходольские, Станиславские, Свежевские, Саноцкие, Сладковские, Середницкие, Сосновские, Салацкие, Седльницкие, Ставинские, Собеневские, Солтыцкие, Свецинские, Свержевские, Сржедзинские, Судравские, Сохачевские, Суровские, Стржалковские, Стемпковские, Сабинские, Степновские, Станишевские, Савицкие, Свидзинские, Скупенские, Сененки, Селецкие-Колб, Сломенецкие, Стадницкие, Стржижовские, Серомские, Сташкевичи, Станьковские, Сервинские, Серватовские, Снешко.
- Тыравские, Тржеские, Топольницкие, Тржецяки, Туркевичи, Тлуховские, Токаржевские, Тарнавские, Табенцкие, Топчевские, Томашевичи, Терлецкие, Тарановские, Таневские, Турские, Творкевичи, Тарнопольские, Томашевские, Точинские, Тржецинские, Томковичи, Тарногурские, Труфоновы.
- Уманский, Уляницкие, Удерские, Удымовские, Улашины.
- Франк, Фаренгольцы, Фашовичи, Филипские, Филяновичи.
- Хоментовские, Хоментовские-Соха, Хвалибоги, Хлебовские, Хенцинские, Хржановские, Хржонстовские, Хичевские, Хмелиовские, Хлопицкие, Хехловские, Хелминские, Худзинские, Хамцы, Хутковские, Хилинские, Ходкевичи.
- Цыбульские, Целинские, Цеглярские, Цыгульские, Цесельские.
- Чайковские, Чайковские-Дашкевич, Чарномские, Чарновские, Чепелиовские, Чачковские, Чарнецкие, Чарковские, Червинские, Чулаевские, Чохрайские, Чижевские, Черкас, Чижаковские, Черкавские, Черлениовские, Чеховские, Чагины.
- Шушкевичи, Шушковские, Шубские, Шацинские, Шорнели, Шлегели, Шидельские, Шулицкие, Шиманские, Шидловские, Шишковские, Шуварские, Шпикеры, Шелеховские, Шубовичи, Шупровичи, Шуберты, Шелинговские, Шадурские, Шантгаи, Шафнагели.
- Щуки, Щениовские, Щавурские, Щавинские, Щигельские.
- Юзефович-Глебицкие, Юзефовичи.
- Яблонские, Ярошинские, Ярошевские, Ярошевичи, Янишевские, Янишовские, Янушевские, Якубовские, Якубские, Янковские, Янгродские, Яржембские, Яворские, Яворские-Чевяковичи, Яцимирские, Янецкие, Ясинские, Яцевские, Ястржембские, Янкевичи, Ярковские, Яроцкие, Яхимовичи, Яновские, Ясениницкие, Ярчевские, Янаковские.

### III часть
- Аскочинские, Атабековы.
- Богацкие, Братковские, Бесядовские, Бельке, Бердяевы, Бокщанины, Блюм, Бекаревичи, Бачинские, Буцкие, Баранецкие, Бурдуковы, Бохенские, Бутовичи, Багинские, Беевы, Булатовичи.
- Войцицкие, Вегелины, Вилямовские, Волощенко, Вронские, Виноградские-Герц, Вислоцкие, Визерские, Ващенко, Выржиковские, Варжанские, Водопьяновы, Витковские.
- Гриневичи, Градовские, Ге, фон-Гильденшанц, Гаевские, Гавловские, Грефнеры, Гогоцкие, Гарволинские, Грудзинские, Гофманы, Григоровичи, Горбацкие-Дашкевичи, Гинковы, Глаголевы, Голицынские.
- Длужневские, Денбицкие, Думанские, Доманские, Добровольские, Данильченко, Дзиковские, Дзиковицкие, Дзеушинские, Дрогомирецкие, Даценковы.
- Жолынские.
- Заблоцкие, Залеские, Зисерманы, Заруские, Земянкевичи.
- Ильины, Иваницкие, Исполатовы.
- Козловские, Квятковские, Косьминские, Комарницкие, Комары, Критинги, Каминские, Копанские, Крыжановские, Кунлены, Гвоздевич-Кузьменко, Корсаки, Кушины, Крупко, Клечановские, Клейны, Карповские, Кульчицкие, Кононученко-Чоповские, Ковальские.
- Липинские, Левицкие, Лапчинские, Лейтеры, Лучицкие, Ларионовы, Лонткевичи, Лойко, Левитские, Люцидарские.
- Мартыновские, Мизевские, Микульские, Малавские, Махцевичи, Марковы, Михалевичи, Могильские, Мазинги.
- Новогребельские, Нечаи, Непорожные, Нарольские, Нарушевичи, Недобыльские, Нипаничи, Нехаевы, Нейманы.
- Обертынские, Орликовские, Осецкие, Овсяниковы, Омировы, Ореховы, Ободовские, Осликовские.
- Павлицкие, Поповы, Петрусевичи, Потоцкие, Печковские, Пухальские, Павлушковы, Поликовские, Подольские.
- Ревы, Резуновы, Радзевские, Рыбицкие, Руденко, Романовы.
- Сенгалевич, Стрельские, Странбургские, Скалоны, Станкевичи, Сагатовские, Савченко, Стадницкие, Скибицкие, Спановские, Сен-Лоран, Сувчинские, Струменские, Стефановские, Синицкие, Стааль, Солтановские, Соломко, Соколовы.
- Твердохлебовы, Тарановские, Татарковские, Тржецеские, Туркулы, Трусовы, Торчинские, Тугарины, Томасевичи.
- Улятовские, Урбановские.
- Фоккельманы, Федковичи, Фрейды.
- Хондзинские
- Цеслевские.
- Чуваши, Черниские, Чарторийские, Чигирины, Чирские, Чернявские.
- Шидловские, Шеремецкие, Шманкевич.
- Юрьевичи, Юшневские.
- Янишевские, Яновицкие, Яновичи, Яблоковы.

### IV часть
Нет внесений

### V часть
Князья Абамелики, графы Грохольские, князья Долгоруковы, граф Красинский, графы Морковы, бароны Местмахеры, бароны Майдель, граф Пржездецкий, графы Роникеры, графы Стадницкие, графы Сумароковы-Эльстон, графы Холоневские.

### VI часть
- Абрамовичи-Бурчак, Акцызы, Антоновичи, Анцуты, Архимовичи, Ачкевичи.
- Богдашевские, Бджеские, Багинские, Баеры, Баковецкие, Балбашевские, Балицкие, Бандровские, Банковские, Баранецкие, Барановские, Барциковские, Баторские, Бачинские, Беднаровские, Белецкие, Белзецкие, Белинские, Белицкие, Бельке, Бельские, Бендаржевские, Бенескулы, Бенеты, Бентковские, Бенькевичи, Беньковские, Бережанские, Березовские, Бергелевичи, Бернатович, Бернацкие, Бесядовские, Бетковские, Бискупские, Билинские, Блажовские, Блоневские, Блонские, Боберский, Бобровские, Богдановичи, Богуневские, Богуские, Богуславские, Богуцкие, Богуши, Бонишковы, Боржевские, Борковские, Боруховские, Борейки, Боровские, Босняцкие, Боссаковские, Бохенские, Бочковские, Братковские, Бржанские, Бржежанские, Бржезицкие, Бржозовские, Бржоски, Бржошниовские, Бромирские, Брылинские, Будераские, Будковские, Буйницкие, Буковские, Буржинские, Бучацкие, Буцкевичи, Буяльские, Быковские, Быхавские.
- Васильковские, Войцеховские, Вильчопольские, Вржещи, Верницкие, Вейдлихи, Варинские, Витославские, Волошиновские, Вонтробки, Васкевич, Вылежинские, Вишневские, Вишниовские, Вандаловичи, Вельманы, Войткевичи, Вильги, Вильчинские, Вацовские, Вахновские, Волянские, Вайдвичи, Вышомирские, Вояковские, Восинские, Выбодовские, Васютинские-Лехно, Велиогорские, Вирановские, Вильчевские, Витвицкие, Вислоцкие, Витковские, Василевские, Высоцкие, Вихерские, Венцковские, Вондалковские, Вилямовские, Винарские, Вендынские, Волосецкие, Вержайские, Вараксевичи, Выговские, Лучиц-Выговские, Воленцкие, Валицкие, Влодковские, Вирские, Вощинины, Вольские, Волковинские-Сало, Велиобыцкие.
- Гадомские, Гижицкие, Городецкие, Грозы, Гродзицкие, Грабянки, Гржибовские, Гурские, Гловацкие, Гумковские, Гардлинские, Грохольские, Гофманы, Грызевичи, Гржимковские, Голецкие, Гдовские, Гоздовские, Грабовские, Гумницкие, Гилевичи, Гронкевич, Гноинские, Гржегоржевские, Грещенки, Голяк-Галузинские, Гумецкие, Голембиовские, Гоголевские, Гоздаво-Голембиовские, Гавронские, Грушвицкие, Гловачи, Гуляницкие, Гломбковские, Гаевские, Горчинские, Ганицкие, Городыские, Гавловские, Голеки, Грушецкие, Готлибы, Голынские, Гаупты, Гумовичи, Горецкие, Гродецкие, Гебултовские, Гомолинские, Гиждеу, Гусаровские, Гутовские, Глембские, Гошовские, Гордоны, Гейманы, Галецкие, Гучанские, Глосковские, Гальчинские, Гриневецкие, Галущинские, Гарасимовичи, Горневские, Годлевские.
- Добржанские, Дыдынские, Добровольские, Дверницкие, Дорожинские, Доманевские, Духновский, Вериго-Даровские, Даревские, Држевецкие, Длуские, Дземешкевичи, Длугоборские, Дрогошевские, Декапралевичи, Дыаковские, Дзержки, Домбровские, Дрогостайские, Дружбович, Дзевульские, Дрогомирецкие, Доманские, Дембовский, Дзержбинские, Дорошевские, Дзечковские, Дроздовские, Дворжаниские, Дэюбинские, Длугашевские, Дурачи, Доброховские, Добни, Дульские, Дзедзицкие, Давидовские, Давидовичи, Дунины-Борковские, Дунины-Лабендзкие, Дунины-Сульгустовские, Домгеры.
- Еловицкий, Ендржеевские, Еминовичи, Еленевские, Елчаниновы.
- Желеховские, Жолкевские, Жураковские, Жельские, Желишевские, Журковские, Жуковские-Дунины, Жуковские, Жабонлицкие, Ждобницкие, Жардецкие, Жубры, Жигалковские, Жарчинские, Живульты, Жеребецкие, Жукотынские, Журовские, Жубржицкие.
- Звиногродзкие, Закржевские, Зеленевские, Загорские, Залеские, Завадские, Залевские, Защинские, Зборовские, Зелинские, Заржецкие, Злотковские, Збыршевские, Задембские, Зарембо, Заницкие, Зубицкие, Звольские, Зенькевичи, Залозецкие, Збыкальские, Здеховский, Зюбржицкий, Змигородские, Заборовские, Затурские, Здановичи, Замлынские, Заблоцкие, Задорновские, Згарайские, Знамировские, Зарембы-Гадзяцкие.
- Иордан, Иокиши, Иорданские, Иодки, Ивановские, Иржевские, Ижицкие, Ильниские, Игнатовские.
- Комары, Комар-Гацкие, Комаровский, Каменские, Теневич-Корнелиовские, Косецкие, Кучинские, Кржижанские, Краснодембские, Кролицкие, Косарницкие, Коссовские, Кржижановские, Козловские, Клюковские, Кожуховские, Кульчицкие, Курошинские, Качковские, Кондржицкие, Коски, Кудревичи, Коблянские, Кочоровские, Кавецкие, Крассовские, Карские, Кобельские, Каплинские, Кавечинские, Кохи, Куриловичи, Кропивницкие, Коленды, Клопотовские, Косинские, Круковские, Клодницкие, Коржениовские, Корзоны, Калинские, Кондоловские, Козьминские, Кудымовские, Кроковские, Копчинские, Козубовские, Креховецкие, Конашевские, Кульчиковские, Красуские, Коханские, Коцеиовские, Кулеши, Корчинские, Кржиштановские, Кобылянские, Краевские, Кухцицкие, Котовские, Корчевские, Карышковские, Куцкевичи, Ковалевские, Коверские, Крузер, Костецкие, Коссаковские, Корытынские, Котлевичи, Кухарские, Кржишковские, Каньские, Котковские, Корыцинские, Комодзинские, Кавовские, Каниовские, Кубашевские, Карпинские, Киенские, Кетлинские, Кавинские, Куницкие, Качинские, Куликовские, Котульские, Клебановские, Крыницкие, Курковские, Кунашевские, Крынские, Крживецкие, Краснопольские, Косигловичи, Кондрацкие, Крушельницкие, Куницкие, Каминские, Крупенские.
- Липецкие, Левицкие, Рогаль-Левицкие, Лоскевичи, Лозинские, Любич-Ярмолович-Лозина-Лозинские, Лещинские, Лазнинские, Липковские, Любинский, Лопушанские, Лисовские, Ленартовичи, Лысаковские, Ланевские, Лигоцкие, Левачинские, Ломжинские, Лосинские, Леонгардты, Левинские, Лукашевичи, Любинецкие, Лясковские, Левандовские, Любишевские, Липинские, Лохвицкие, Лужецкие, Ляховичи, Лавские, Ливские, Лучинские, Лисковацкие, Лесецкие, Леоновичи, Лесневичи, Лесиовские, Лабейковские, Литвицкие, Лагуны, Люблинские.
- Михаловские, Михальские, Модзелевские, Мисевичи, Маковецкие, Маньковские, Махальские, Марковские, Малуи, Маковские, Марианские, Мрачковские, Мончинские, Милевские, Мокржинские, Матчинские, Мысловские, Молдавские, Монастерские, Мошинские, Мечниковские, Малиновские, Миштольды, Магеровские, Маевские, Малецкие, Миодушевские, Медзвецкие, Мельвинские, Микульские, Матковские, Матушевичи, Мутчлеры, Мосевичи, Микляшевские, Мицинские, Мизевичи, Млынские, Мироновичи, Мышевские, Магерские, Меленевские, Мециховские, Мазараки, Мазуркевичи, Мацневы, Машевские, Маркевич, Морачинские.
- Невельские, Нарольские, Нивинские, Нагорецкие, Нагуевские, Недзялковские, Неборские, Надаховские, Новицкие, Новацкие, Нестерович, Невенгловские, Несиоловские, Налешкевичи, Недзельские.
- Оржеховские, Одржеховские, Опацкие, Ольшевские, Орловские, Ухач-Огоровичи, Охоцкие, Ольшанские, Остаповичи, Остольские, Островецкие, Остромецкие, Обертынские, Ордовские, Оссовские, Окольские, Осинские, Олтаржевские, Опенховские.
- Павловичи, Пионтковские, Пясецкие, Плонские, Папроцкие, Павличинские, Пекутовские, Сенько-Поповские, Поповские, Пржибытевичи, Пташковские, Павловские, Посвятовские, Потоцкие, Падлевские, Пеньковские, Петриковские, Погорские, Пржелуские, Пржестржельский, Перловские, Подлуские, Подгурские, Попели, Пашковские, Паевские, Прушковские, Понятовские, Пржездецкие, Пешинские, Пакославские, Пегловские, Поступальские, Постемпские, Пруские, Пинские, Павликовские, Пржилуцкие, Пиотровские, Поплавские, Пухальские, Пржикуцкие, Подвысоцкие, Плоновские, Полянские, Патковские, Палуские, Плохоцкие, Пискорские, Петрашевские, Паскуцкие, Пашинские, Потушинские, Пятыгорычевы, Прушинские, Псурские, Перковские, Порай-Кошицы, Познанские, Пржерадовские, Позиомские, Подгорские, Пржецлавские, Повальские, Пржесмыские, Пенские, Проневичи.
- Ромишевские, Рожаловские, Роговсие, Радлинские, Рутковские, Росевичи, Радзиевские, Костенко-Радзеиовские, Радзеиовские (Онуфриенко), Руссановские, Регульские, Рембертовичи, Розмарионовские, Рейзнеры, Рубчинские, Рудзкие, Рациборовские, Ржонржевские, Рогалевичи, Раковские, Розвадовские, Рокицкие, Равские, Ручинские, Рембовские, Рыхарские, Рудлицкие, Ратиборинские, Рабачинские, Руновские, Рутовичи, Рогашевские, Рыбицкие, Радзиковские, Рачковские, Рахальские, Рудницкие, Ростовские, Романовичи, Роздольские, Романовские, Ржевуские, Ржечицкие, Росновские, Рыхлецкие, Рогозинские, Рожнецкие, Ржепки-Лаские, Солтыс-Романские, Рущицы, Росцишевские, Рапштынские, Ровицкие, Райковские, Ромишовские.
- Свидницкие, Слупецкие, Садовские, Смидовичи, Скварские, Секержинские, Славошевские, Станкевичи, Скоповские, Скибневские, Свидерские, Соллогубы, Сциславские, Соколовские, Соколовские-Одынец, Собещанские, Саковские, Сковронские, Собанские, Сверчевские, Суховецкие, Сулятыцкие, Стройновские, Стокальские, Старорыпинские, Седроцкие, Смоленские, Семержинские, Семашки, Стражицы, Сенковские, Смиотанки, Сарнецкие, Стржеминские, Сосницкие, Скомпские, Свенцицкие, Спендовские, Сваричовские, Сваричевские, Стахорские, Стржельбицкие (Strzelbicki), Сливинские, Скальские, Струтынские, Стржемени, Студзицкие, Сикорские, Соболевские, Суровецкие, Суходольские, Станиславские, Свежевские, Саноцкие, Сладковские, Середницкие, Сосновские, Салацкие, Седльницкие, Ставинские, Собеневские, Солтыцкие, Свецинские, Свержевские, Сржедзинские, Судравские, Сохачевские, Суровские, Стржалковские, Стемпковские, Сабинские, Степновские, Станишевские, Савицкие, Свидзинские, Скупенские, Сененки, Селецкие-Колб, Сломенецкие, Стадницкие, Стржижовские, Серомские, Сташкевичи, Станьковские, Сервинские, Серватовские, Снешко.
- Тыравские, Тржеские, Топольницкие, Тржецяки, Туркевичи, Тлуховские, Токаржевские, Тарнавские, Табенцкие, Топчевские, Томашевичи, Терлецкие, Тарановские, Таневские, Турские, Творкевичи, Тарнопольские, Томашевские, Точинские, Тржецинские, Томковичи, Тарногурские, Труфоновы.
- Уманский, Уляницкие, Удерские, Удымовские, Улашины.
- Франк, Фаренгольцы, Фашовичи, Филипские, Филяновичи.
- Хоментовские, Хоментовские-Соха, Хвалибоги, Хлебовские, Хенцинские, Хржановские, Хржонстовские, Хичевские, Хмелиовские, Хлопицкие, Хехловские, Хелминские, Худзинские, Хамцы, Хутковские, Хилинские, Ходкевичи.
- Цыбульские, Целинские, Цеглярские, Цыгульские, Цесельские, Чайковские, Чайковские-Дашкевич, Чарномские, Чарновские, Чепелиовские, Чачковские, Чарнецкие, Чарковские, Червинские, Чулаевские, Чохрайские, Чижевские, Черкас, Чижаковские, Черкавские, Черлениовские, Чеховские, Чагины.
- Шушкевичи, Шушковские, Шубские, Шацинские, Шорнели, Шлегели, Шидельские, Шулицкие, Шиманские, Шидловские, Шишковские, Шуварские, Шпикеры, Шелеховские, Шубовичи, Шупровичи, Шуберты, Шелинговские, Шадурские, Шантгаи, Шафнагели.
- Щуки, Щениовские, Щавурские, Щавинские, Щигельские.
- Юзефович-Глебицкие, Юзефовичи.
- Яблонские, Ярошинские, Ярошевские, Ярошевичи, Янишевские, Янишовские, Янушевские, Якубовские, Якубские, Янковские, Янгродские, Яржембские, Яворские, Яворские-Чевяковичи, Яцимирские, Янецкие, Ясинские, Яцевские, Ястржембские, Янкевичи, Ярковские, Яроцкие, Яхимовичи, Яновские, Ясениницкие, Ярчевские, Янаковские.